# مارتن براندنبيرغ
مارتن براندنبيرغ (بالألمانية: Martin Brandenburg)‏ هو رسام ألماني، ولد في 8 مايو 1870 في بوزنان في بولندا، وتوفي في 19 فبراير 1919 في شتوتغارت في ألمانيا.